# Strażnica WOP Gródek
Strażnica Wojsk Ochrony Pogranicza Gródek – zlikwidowany podstawowy pododdział Wojsk Ochrony Pogranicza pełniący służbę graniczną na granicy polsko-radzieckiej.

Strażnica Straży Granicznej w Gródku – zlikwidowana graniczna jednostka organizacyjna Straży Granicznej realizująca zadania bezpośrednio w ochronie granicy państwowej z Republiką Białorusi.

## Formowanie i zmiany organizacyjne
W 1964 roku w Gródku stacjonowała placówka WOP nr 3 w strukturach 22 Białostockiego Oddziału Wojsk Ochrony Pogranicza
W 1976 roku odtwarzano brygady na granicy ze Związkiem Radzieckim. Na bazie 22 Białostockiego Oddziału WOP sformowano Podlasko-Mazurską Brygadę WOP. W jej strukturach, na bazie Placówki WOP Gródek zorganizowano Strażnicę WOP Gródek.
Do 1980 roku siedziba strażnicy mieściła się przy ul. Białostockiej 76 w budynku dawnej szkoły podstawowej. W 1980 roku została przeniesiona do nowej lokalizacji przy ul. Szkolna 9, a stara siedziba została przekształcona w mieszkanie komunalne.
Strażnica WOP Gródek do 15 maja 1991 roku była w strukturach Podlasko-Mazurskiej Brygady WOP w Białymstoku.
Straż Graniczna:
15 maja 1991 roku po rozwiązaniu Wojsk Ochrony Pogranicza, 16 maja 1991 roku, strażnica w Gródku weszła w podporządkowanie Podlaskiego Oddziału Straży Granicznej i przyjęła nazwę Strażnica Straży Granicznej w Gródku.
W 1995 roku na stan etatowy 24 funkcjonariuszy, stan ewidencyjny wynosił 13 osób.
W 2000 roku począwszy od Komendy Głównej SG, Oddziałów SG i na końcu strażnic SG oraz GPK SG, rozpoczęła się reorganizacja struktur Straży Granicznej związana z przygotowaniem Polski do wstąpienia, do Unii Europejskiej i przystąpieniem do Traktatu z Schengen. Podczas restrukturyzacji wprowadzono kompleksową ochronę granicy już na najniższym szczeblu organizacyjnym tj. strażnica i graniczna placówka kontrolna. Wprowadzona całościowa ochrona granicy zniosła podział na graniczne jednostki organizacyjne ochraniające tylko tzw. „zieloną granicę” i prowadzące tylko kontrole ruchu granicznego. W wyniku tego, 2 stycznia 2003 Strażnica SG w Gródku została rozformowana i ochraniany odcinek wraz z obsadą etatową przejęła Graniczna Placówka Kontrolna SG w Bobrownikach .

## Ochrona granicy
Na 1 stycznia 1964 i w 1968 roku, załoga placówki WOP Gródek wykonywała bezpośrednio kontrolę graniczną osób, towarów i środków transportu:
- Przejście Graniczne Ruchu Uproszczonego Bobrowniki.

Straż Graniczna:
W październiku 1993 roku Strażnica SG w Gródku ochraniała odcinek granicy państwowej o długości 65 km.
Do 19 października 2002 roku Strażnica SG w Gródku ochraniała odcinek granicy państwowej o długości ok. 42 km, po włączeniu do systemu zabezpieczenia granicy państwowej Strażnicy SG w Michałowie odcinek ten uległ skróceniu do 20 km.
W 2002 roku po stronie białoruskiej na długości 157 km ochraniał granicę Grodzieński Oddział Wojsk Pogranicznych.

## Wydarzenia
Straż Graniczna:
- 1990 – 19 grudnia, Dowódca Brygady płk dypl. Józef Kosno za zajęcie II miejsca we współzawodnictwie o tytuł „Przodującego pododdziału” wyróżnił w grupie pododdziałów granicznych strażnicę w Gródku dowodzoną przez kpt. Aleksandra Turczyńskiego[7].
- 1994 – 18/19 grudnia, w nocy na wysokości miejscowości Świsłoczany w odległości 200 m od linii granicy państwowej doszło do wymiany ognia pomiędzy funkcjonariuszem SG, a żołnierzami Wojsk Pogranicznych Białorusi, którzy przekroczyli granicę. Patrol białoruski w pościgu za grupą azjatów nielegalnie, bezprawnie przekroczył granicę państwową Rzeczypospolitej Polskiej. W następstwie użycia broni przez funkcjonariusza z patrolu polskiego ciężko ranny został żołnierz białoruski, który umieszczony został w Szpitalu w Białymstoku. Grupa 37 osobowa imigrantów została zatrzymana i odwieziona do strażnicy SG w Gródku[13].
- 1999 – luty, strażnica otrzymała na wyposażenie samochody osobowo-terenowe Land Rower[14], motocykle marki KTM i czterokołowe typu TRX marki Honda[15].

## Strażnice sąsiednie
- 4 placówka WOP Kuźnica – 2 placówka WOP Białowieża – 01.01.1964
- Strażnica WOP Sokółka ⇔ Strażnica WOP Białowieża – 1990[16]

Straż Graniczna:
- Strażnica SG w Sokółce ⇔ Strażnica SG w Białowieży – 16.05.1991[17]
- Strażnica SG w Krynkach ⇔ Strażnica SG w Białowieży – 01.02.1995[18]
- Strażnica SG w Krynkach ⇔ Strażnica SG w Narewce – 19.09.2001[10]
- Strażnica SG w Krynkach ⇔ Strażnica SG w Michałowie – 19.10.2002[19].

## Dowódcy/komendanci strażnicy
- kpt. Michałowski
- kpt. Henryk Biały
- ppor. Zbigniew Noskiewicz
- kpt. Aleksander Turczyński (był 19.12.1990[7]–15.05.1991)

Komendanci strażnicy SG:
- kpt. SG Aleksander Turczyński (był 16.05.1991)[20]
- ppor. SG Sylwester Czarnecki
- por. SG Artur Borys (był w 2000)[21].